# 분노 (1936년 영화)
《분노》(Fury)는 미국에서 제작된 프리츠 랑 감독의 1936년 범죄, 드라마, 멜로/로맨스 영화이다. 실비아 시드니 등이 주연으로 출연하였고 조셉 L. 맨키위즈 등이 제작에 참여하였다.

## 출연

### 주연
- 실비아 시드니
- 스펜서 트레이시

### 조연
- 월터 아벨
- 브루스 가보
- 월터 브레넌
- 프랭크 앨버트슨
- 조지 월콧
- 아서 스톤
- 모건 월리스
- 조지 챈들러
- 로저 그레이
- 에드윈 맥스웰
- 하워드 C. 힉먼
- 조나단 헤일
- 레일라 베넷
- 에스더 데일
- 헬렌 플린트
- 얼빌 앨더슨
- 허버트 애슐리
- 클라라 브랜딕
- 워드 본드
- 에드워드 브래디
- 레이몬드 브라운
- 프레더릭 버튼
- 노라 세실
- 하비 클락
- 찰스 콜맨
- 알렉산더 크로스
- 잭 데일리
- 메리 포이
- 벤 홀
- 쉐리 홀
- 에드너 매 해리스
- 해리 하비
- 레이몬드 해튼
- 해리 헤이든
- 샘 헤이즈
- 오스카 더치 헨드리언
- 앨버트 허먼
- 로버트 호먼스
- 아서 호이트
- 시 젠크스
- 클라렌스 콜브
- 머독 맥쿼리
- 월리 마허
- 톰 마호니
- 미라 맥키니
- 프랭크 밀스
- 윌리엄 뉴웰
- 프랭클린 파커
- 빅터 포텔
- 에디 퀼런
- 제임스 퀸
- 버트 로치
- 크리스찬 러브
- 시드 세일러
- 윌 스탠턴
- 칼 스톡데일
- 프랭크 설리
- 거트루드 슈튼
- 토미 톰린슨
- 가이 어셔
- 휴이 화이트
- 듀크 요크

## 기타
- 원작자: 노먼 크라스너
- 미술: 세드릭 기븐스
- 의상: 돌리 트리